# Charles Colville, 5. Viscount Colville of Culross

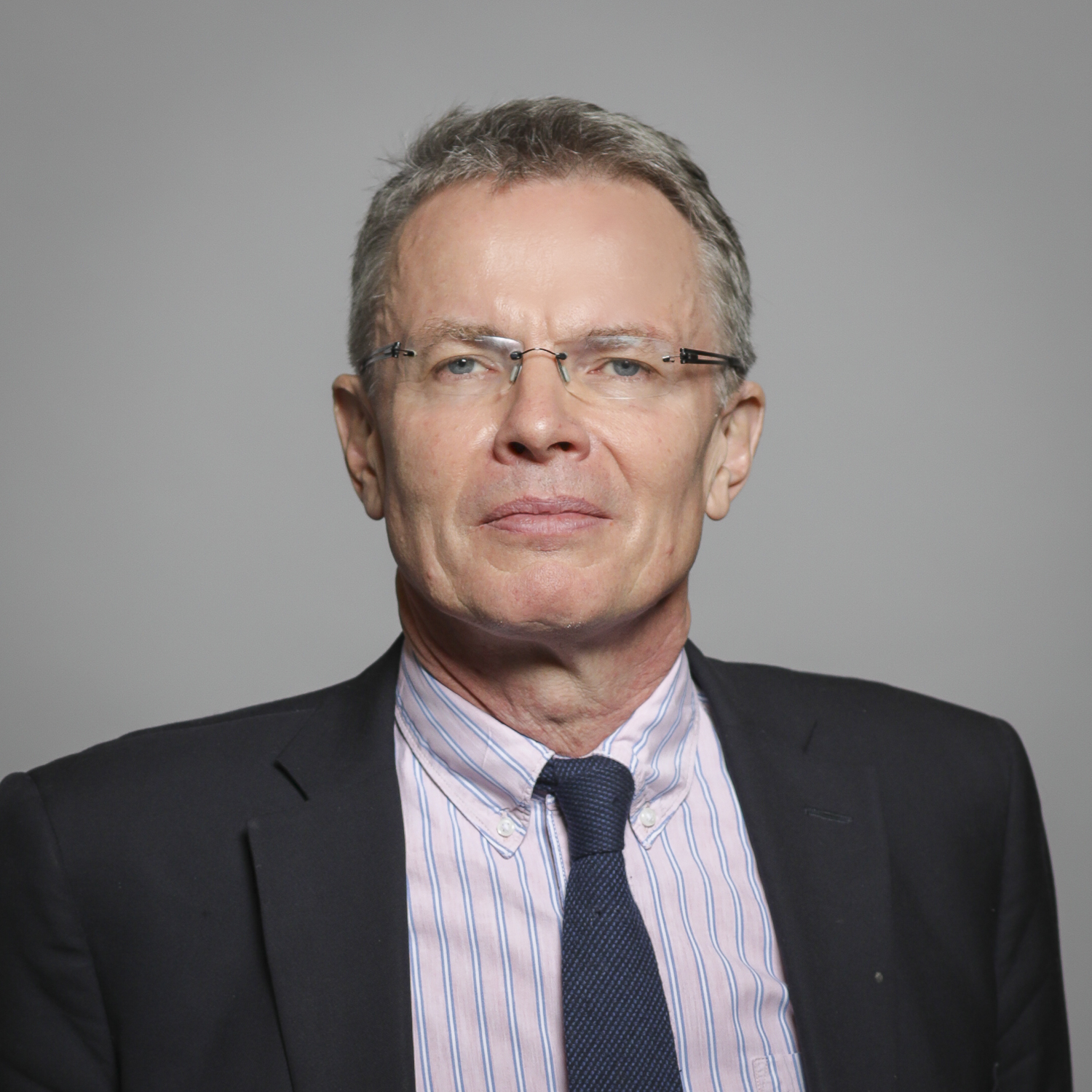
Charles Colville, 5. Viscount Colville of Culross

Charles Mark Townshend Colville, 5. Viscount Colville of Culross (* 5. September 1959 in England) ist ein britischer Peer, Fernsehproduzent, Filmregisseur und Politiker.

## Leben und Karriere
Colville wurde am 5. September 1959 als Sohn von Mark Colville, 4. Viscount Colville of Culross und Mary Elizabeth Webb-Bowen geboren. Von seiner Geburt bis 2010 trug er den Höflichkeitstitel Master of Colville.
Er besuchte die Rugby School in Rugby, Warwickshire. Er graduierte mit einem Bachelor of Arts an der Durham University in Durham, County Durham. Er lebt in Halesworth, Suffolk (Stand: November 2012). Nach dem Tod seines Vaters erbte er den Titel des Viscount Colville of Culross am 8. April 2010.
In den 1980er Jahren war er als Journalist beim Berrow’s Worcester Journal tätig. Dorthin war er 1983 gewechselt, nachdem er zuvor für den Ludlow Advertiser schrieb.
Colville ist als Produzent und Regisseur bei der BBC tätig. Seine Karriere begann er 1988 als Forscher für die Fernsehserie Weekend World. 2004 war er erstmals als Produzent und Regisseur für die mehrteilige Fernsehdokumentation War at Sea tätig. Erst 2009 folgte, abermals in beiden Rollen, ein Teil der Dokumentation The Incredible Human Journey, der sich mit Asien beschäftigte. Noch im gleichen Jahr folgte die Dokumentation Nova.
2010 drehte er How Earth Made Us. Im Zeitraum von 2009 bis 2010 entstanden zwei Folgen der Dokumentation Horizon. Er produzierte auch eine Episode der Dokureihe The Normans 2010. Colville veröffentlichte 2012 Orbit: Earth's Extraordinary Journey und Roundhead or Cavalier: Which One Are You?.

## Mitgliedschaft im House of Lords
Nachdem er den Titel seines Vaters nach dessen Tod 2010 geerbt hatte, trat er zur Nachwahl für den verstorbenen Geoffrey Russell, 4. Baron Ampthill an, bei der John Seymour, 19. Duke of Somerset auf dem 2. Platz landete, und wurde zum Mitglied des House of Lords gewählt. Dort sitzt er als Crossbencher. Die offizielle Einführung ins House of Lords erfolgte am 5. September 2011.
Seine Antrittsrede hielt er am 3. November 2011. In dieser wies er auf unbezahlte Praktika in der Medienbranche hin. Als Themen von politischem Interesse nennt er auf der Webseite des Oberhauses Medien, Naturwissenschaften und äußere Angelegenheiten.
- September 2011: 5 Tage (von 8)
- Oktober 2011: 9 Tage (von 18)
- November 2011: 10 Tage (von 18)
- Dezember 2011: 2 Tage (von 13)
- Januar 2012: 10 Tage (von 14)
- Februar 2012: 7 Tage (von 14)
- März 2012: 11 Tage (von 17)
- April 2012: 0 Tage (von 5)
- Mai 2012: 5 Tage (von 13)
- Juni 2012: 5 Tage (von 13)

Seine Anwesenheit bei Sitzungstagen liegt im mittleren Bereich.

## Familie
Da Colville nicht verheiratet ist und keine Kinder hat, ist der Heir Presumptive, also der voraussichtliche Titelerbe, sein Bruder Richmond James Innys Colville (* 1961).